# ЖФК Олимпия (София)
ФК „Олимпия“ е женски футболен отбор в София, основан през 2007 г.
Играе мачовете си на стадиона в кв. Обеля. Цветовете на отбора са червено-бяло. Към 2013 г. президент на отбора е Панайотис Папас, а старши треньор - Албена Тодорова.

## Успехи
- Носител на Купата на България по футбол (2011)
- Сребърен медалист от Държавното първенство на България (2009)
- Финалист за купата на България (2012)